# Nick Cordero
Nick Cordero, született Nicholas Eduardo Alberto Cordero (Hamilton, Ontario, 1978. szeptember 17. – Los Angeles, Kalifornia, USA, 2020. július 5.) kanadai színész.

## Filmjei
Mozifilmek
- Don Juan (2011)
- A Stand Up Guy (2016)
- Vén rókák (Going in Style) (2017)
- Inside Game (2019)
- Mob Town (2019)

Tv-sorozatok
- A fiúk a klubból (Queer as Folk) (2005, egy epizódban)
- Lilyhammer (2014, egy epizódban)
- Zsaruvér (Blue Bloods) (2017–2018, három epizódban)
- Különleges ügyosztály (Law & Order: Special Victims Unit) (2015, 2019, két epizódban)